# San Leo
San Leo, San Lé en dialecte romagnol, est une commune italienne d'environ 3 000 habitants située dans la province de Rimini, en région Émilie-Romagne, en Italie. Le village fait partie de la région historique du Montefeltro.

## Géographie
À 30 km de Rimini sur la Marecchiese, route qui remonte toute la vallée du Marecchia le long du fleuve Marecchia. Le piton rocheux de San Leo, à 589 mètres d'altitude, se détache sur les contreforts des Apennins, juste derrière Saint-Marin.

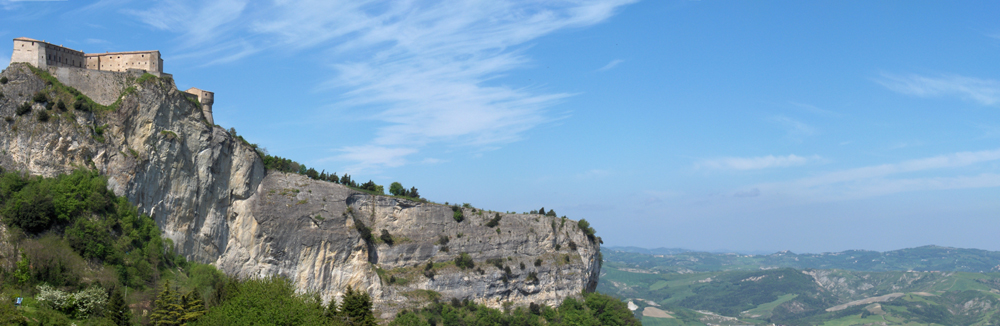
San Leo, panorama.

C'est à Torello, une frazione de San Leo, que le Rio San Marino, après avoir traversé la République de Saint-Marin, achève son cours en se jetant dans le Marecchia.

## Histoire
De nombreuses populations y trouvèrent refuge. Seules celles de l'époque romaine laissèrent quelques témoignages. Les Romains appelèrent le lieu Mons Feltrius (Montefeltro).
Le nom Montefeltro devint San Leo, quand le Dalmate Leo, arrivé sur le lieu à la fin du IIIe siècle, a acquis une forte popularité, par son intense activité pour y développer le christianisme. Il a été canonisé par l'Église catholique et est le saint patron de la commune.
Le lieu garda le nom de San Leo. Il dut faire face aux occupations des Barbares, aux conflits de la période du Moyen Âge, aux Francs, aux Byzantins ainsi qu'aux diverses batailles féodales. 

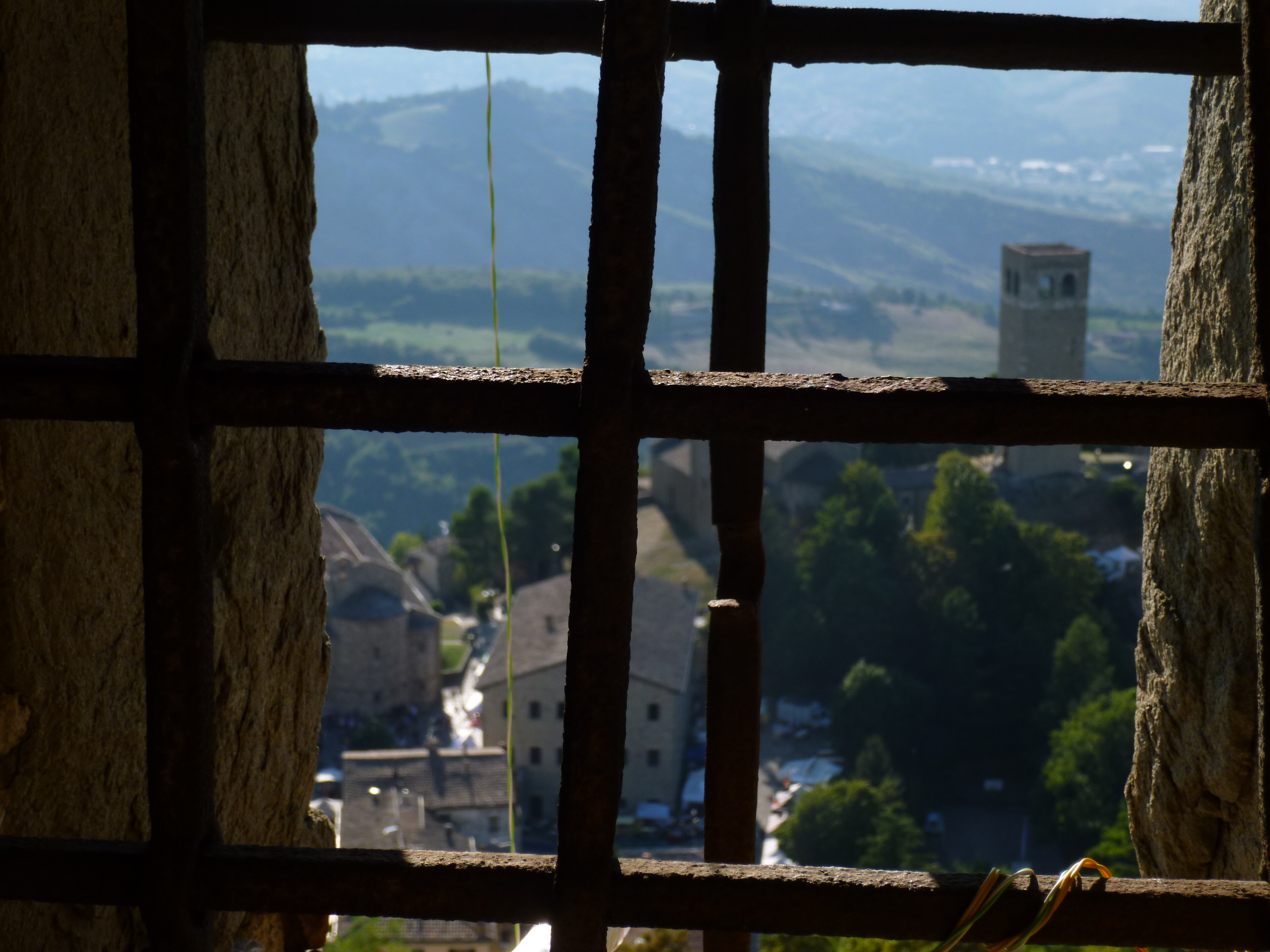
Vue depuis la forteresse.

En 1213, saint François d'Assise y prêcha et reçut en don du comte Orlando Catani di Chiusi le mont de La Verna où il fonda un monastère.
Les familles des Carpegna, du Montefeltro et des ducs d'Urbin donnèrent un territoire et un pouvoir politique à San Leo.
En l'an 1500, la famille Della Rovere, puis en l'an 1600, l'État pontifical, prirent le pouvoir.
C'est dans sa forteresse, dans le cachot il pozzetto, que fut emprisonné pendant 4 ans et mourut le fameux Comte de Cagliostro.
San Leo fut rattachée à la région des Marches et à la province de Pesaro et Urbino en 1860, lors de l'unification de l’Italie.  
Ce n'est que tout récemment, le 15 août 2009, qu'elle en a été détachée, conjointement avec six autres communes du Haut-Valmarecchia, en application des résultats d'un référendum tenu les 17 et 18 décembre 2006, pour être rattachée à l'Émilie-Romagne. 
Sur cette modification territoriale, pourtant pleinement entrée en vigueur, a pesé jusqu'au 10 juillet 2010 le recours de la région des Marches devant la Cour constitutionnelle, qui l'a rejeté pour inadmissibilité, vu son absence de fondement et n'ayant été violée ou enfreinte aucune norme constitutionnelle.

## Monuments

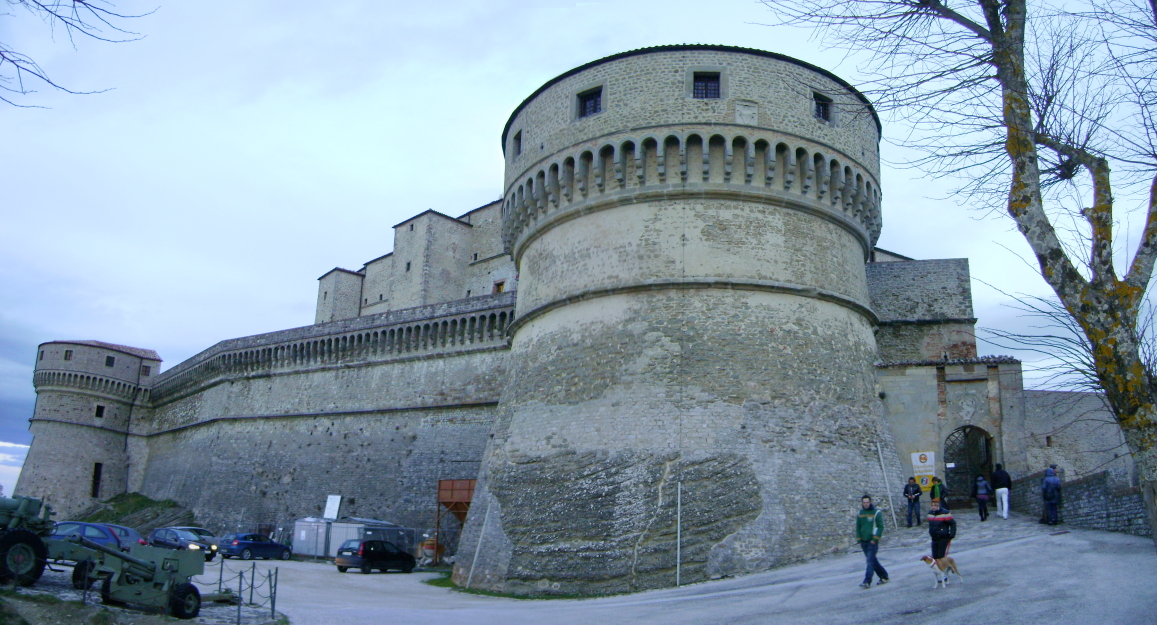
La Rocca di San Leo.

- Rocca di San Leo, l'une des forteresses de l'architecte siennois Francesco di Giorgio Martini
- La Cathédrale de San Leo[3]
- La Pieve[4]
- Le Palais Médicis[5]
- Le Palais Della Rovere[6]
- Le Palais Nardini[7]
- La Tour clocher[8]
- Le Couvent et le cloître Sant'Igne[9]

## Économie
- Artisanat : travail du bois et de la laine.
- Tourisme.

## Culture
- Musée d'art sacré : La collection est constituée d'œuvres provenant de lieux de culte en désuétude et qui sont ainsi sauvegardées et mises en valeur.

## Administration
| Période                                  | Période  | Identité       | Étiquette               | Qualité |
| ---------------------------------------- | -------- | -------------- | ----------------------- | ------- |
| 14 juin 2004                             | En cours | Dario Giorgini | Democratici di Sinistra |         |
| Les données manquantes sont à compléter. |          |                |                         |         |

### Hameaux
Capicchio, Castelnuovo, Montefotogno, Montemaggio, Pietracuta, Pietramaura, Santa Lucia, Tausano, Torello.

### Communes limitrophes
Maiolo, Montecopiolo, Monte Grimano, Novafeltria, Sassofeltrio, Torriana, Verucchio.

### Évolution démographique
Habitants recensés

### Ethnies et minorités étrangères
Selon les données de l'Institut national de statistique (ISTAT) au 1er janvier 2011, la population étrangère résidente était de 368 personnes.
Les nationalités majoritairement représentatives étaient :
| Pos. | Pays     | Population |
| ---- | -------- | ---------- |
| 1    | Albanie  | 89         |
| 2    | Maroc    | 80         |
| 3    | Roumanie | 42         |

## Personnalités liées à San Leo
- Bérenger II (environ 900-966).
- Guido da Montefeltro (1223-1298).
- Comte de Cagliostro (dit), Joseph Balsamo (1743-1795).
- Felice Orsini (1819-1858).
- Umberto Eco (1932-2016), philosophe, romancier, essayiste, pédagogue, scénariste, traducteur, professeur d'université, sémioticien, écrivain, critique littéraire et médiéviste, fut citadin honoraire à partir de 2011.

## Jumelages
- Ville de Saint-Marin (Saint-Marin) ;
- Rab (ville) (Croatie).

## Galerie

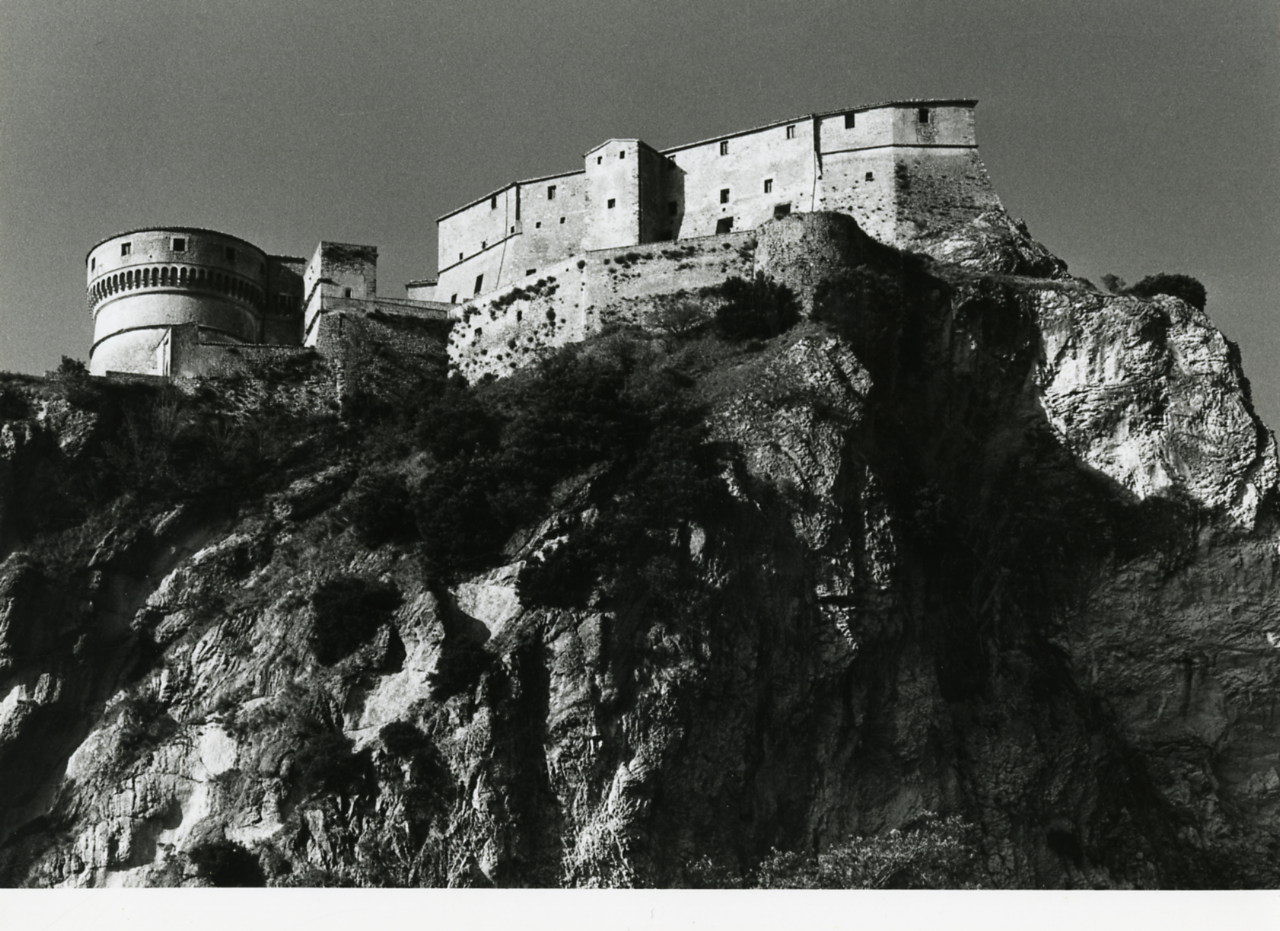
Vue de San Leo en 1981 alors dans la région des Marches.
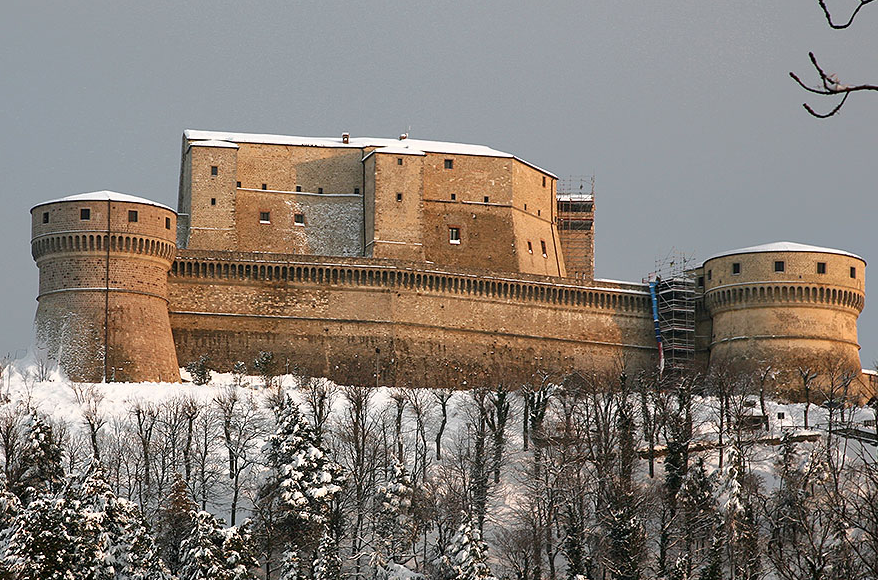
Forteresse de San Leo sous la neige.
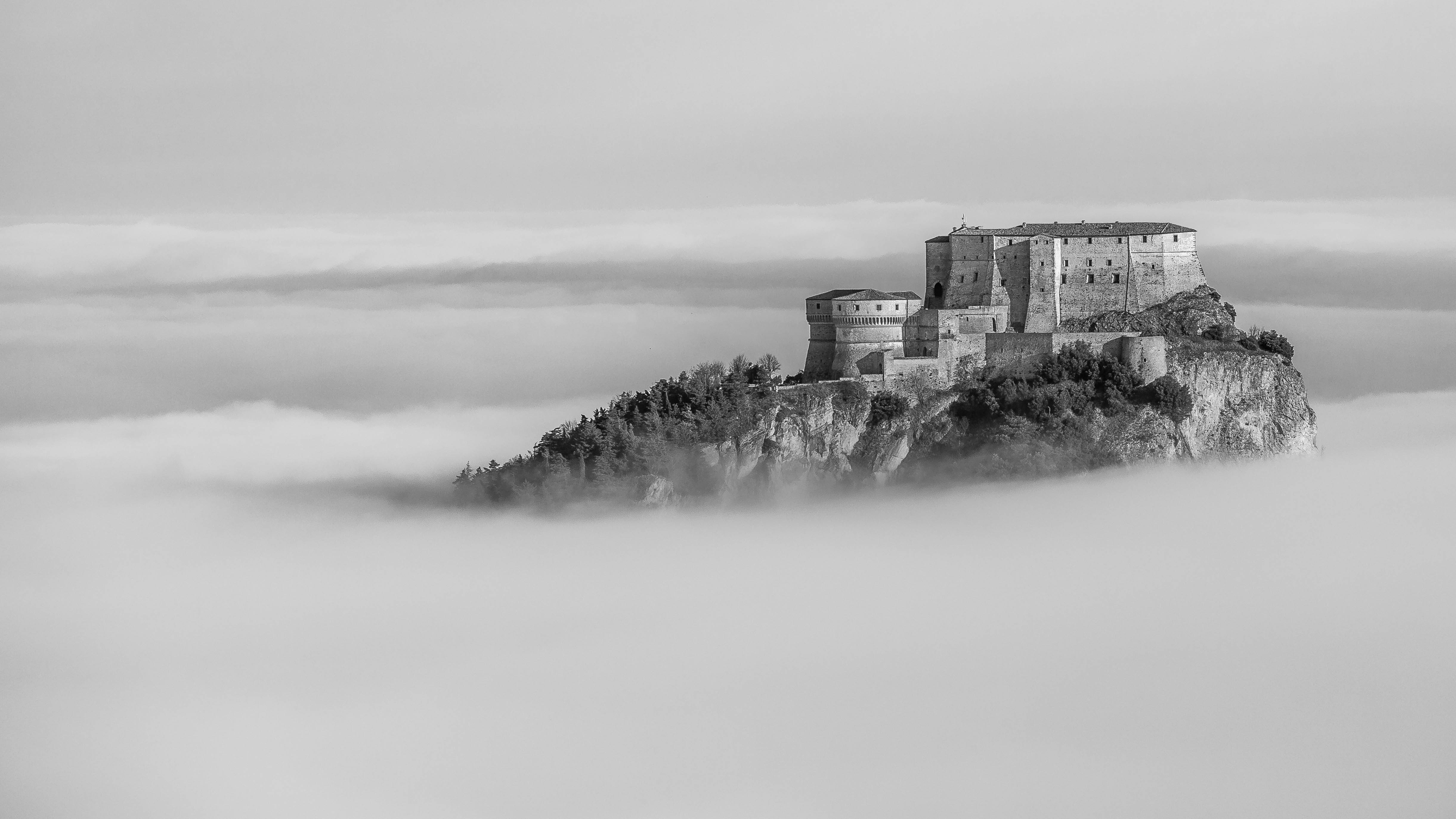
San Leo surgissant de la brume.
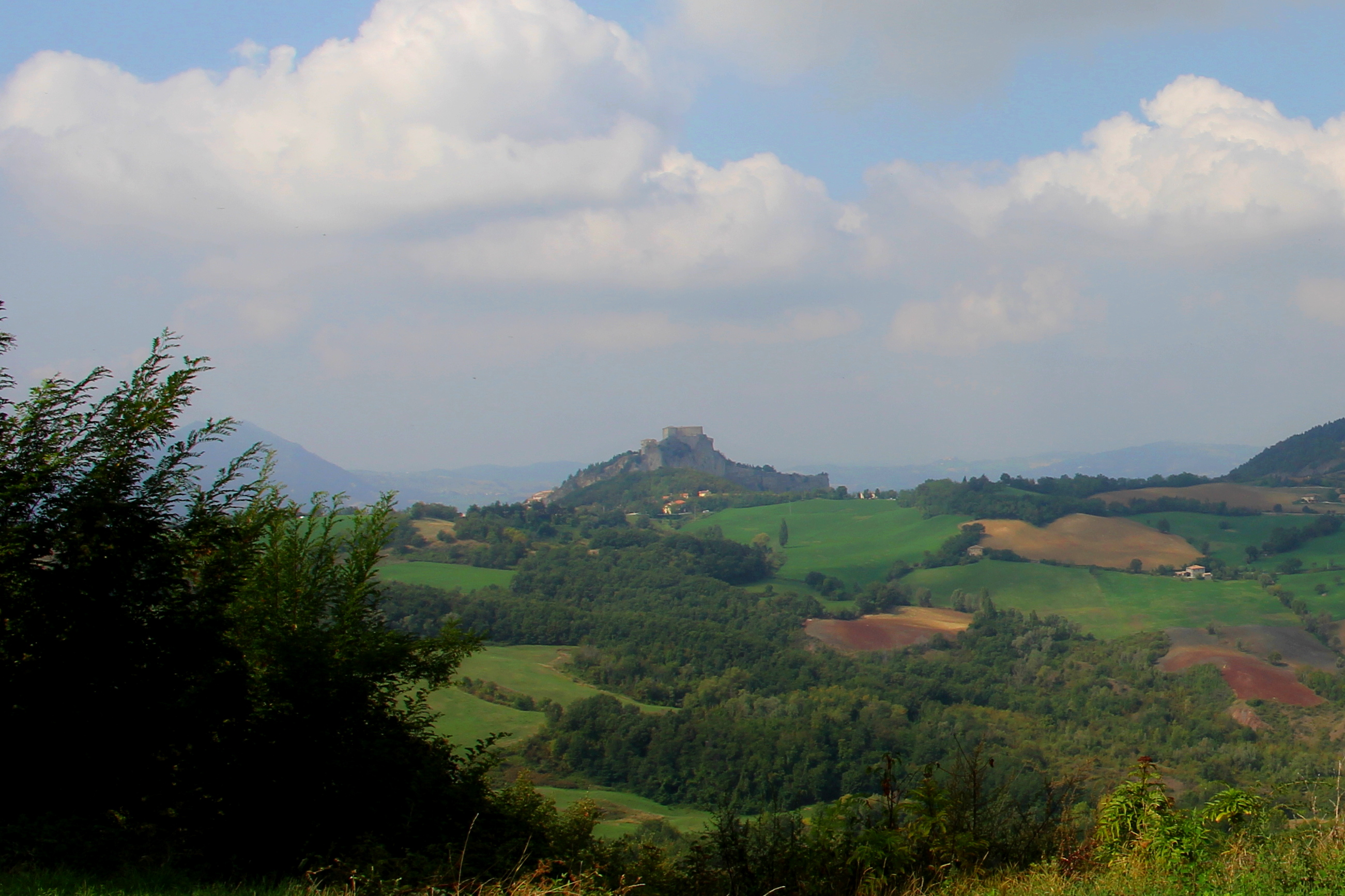
San Leo, panorama.
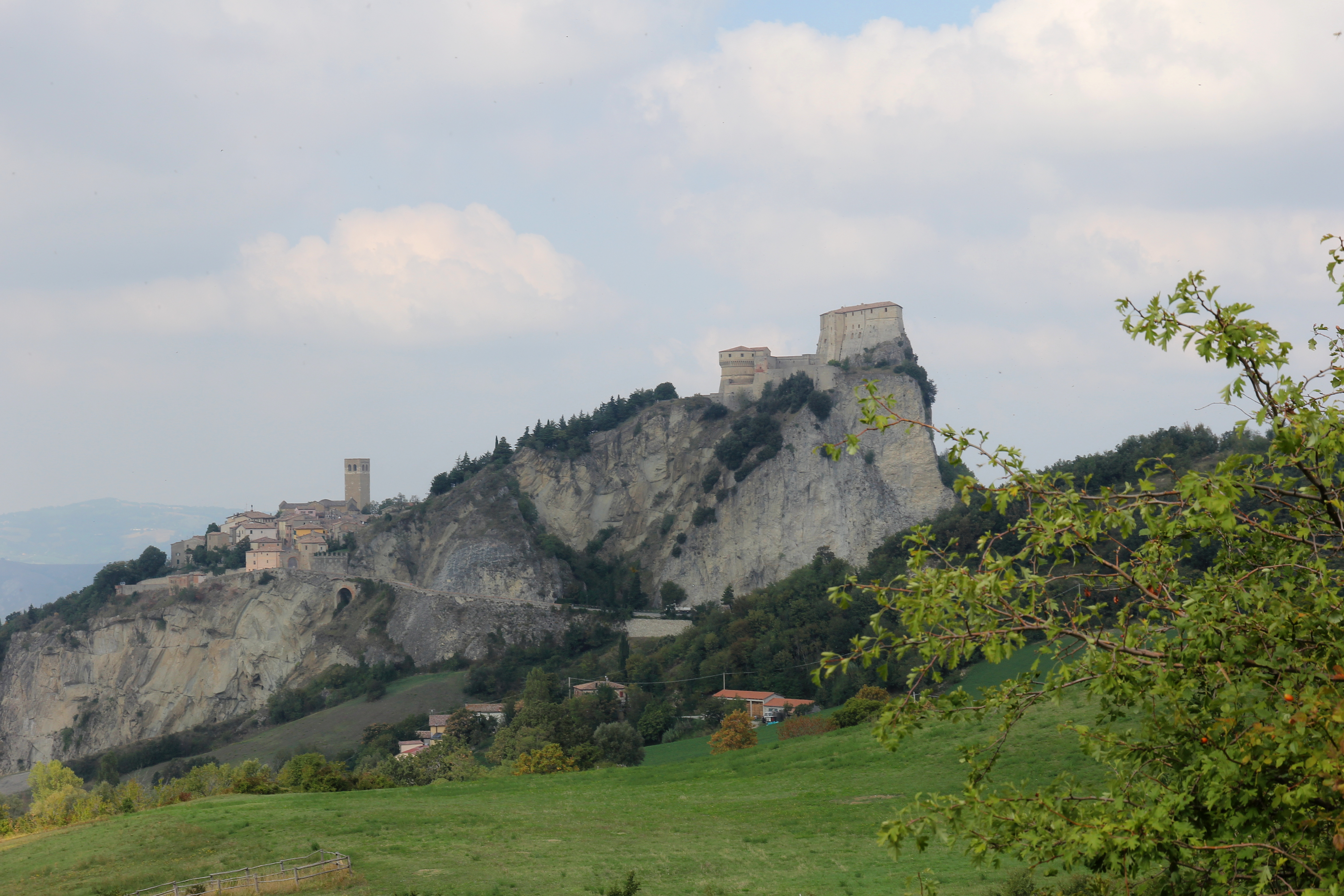
San Leo, panorama.
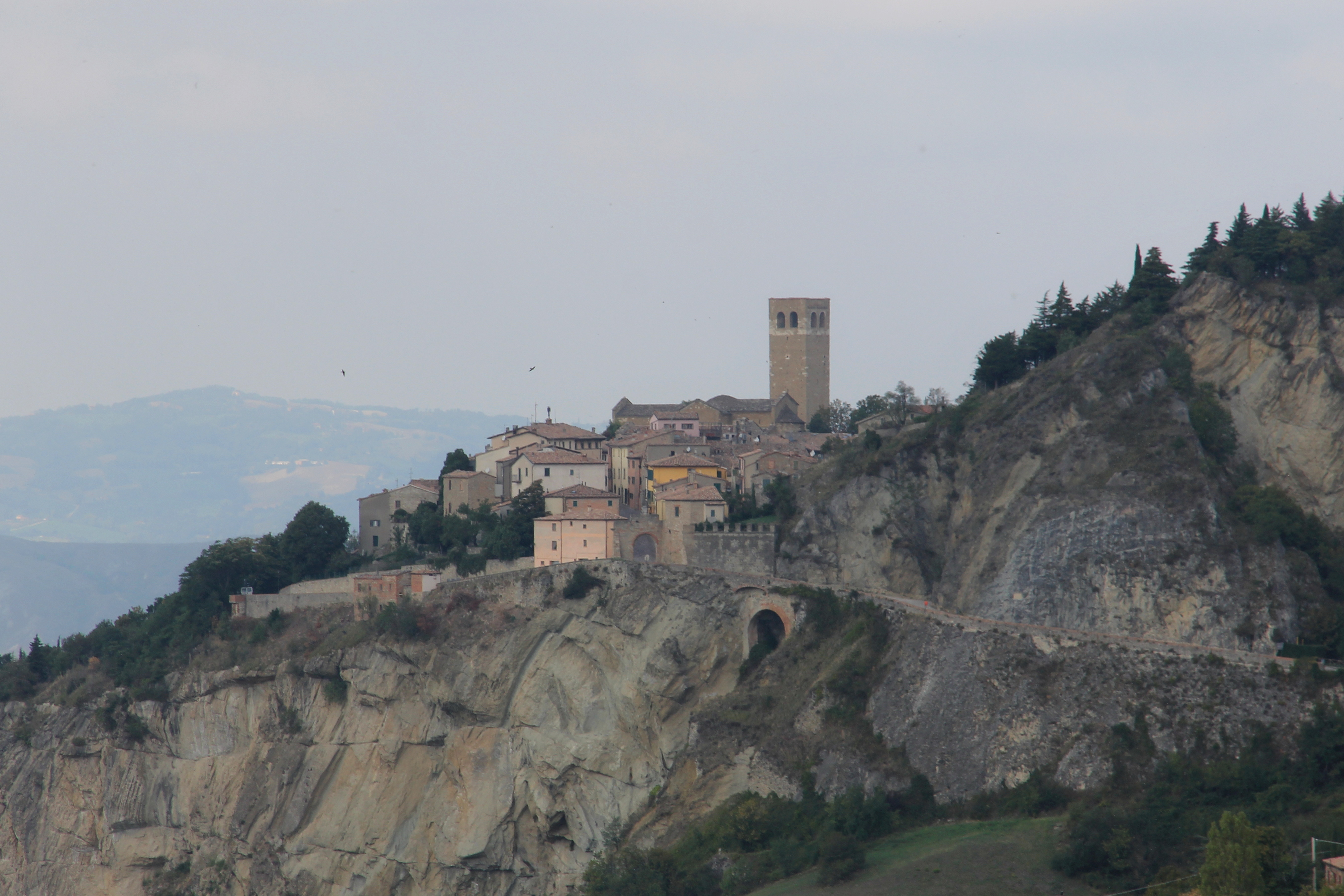
San Leo, panorama.